# Dinos (ceràmica)

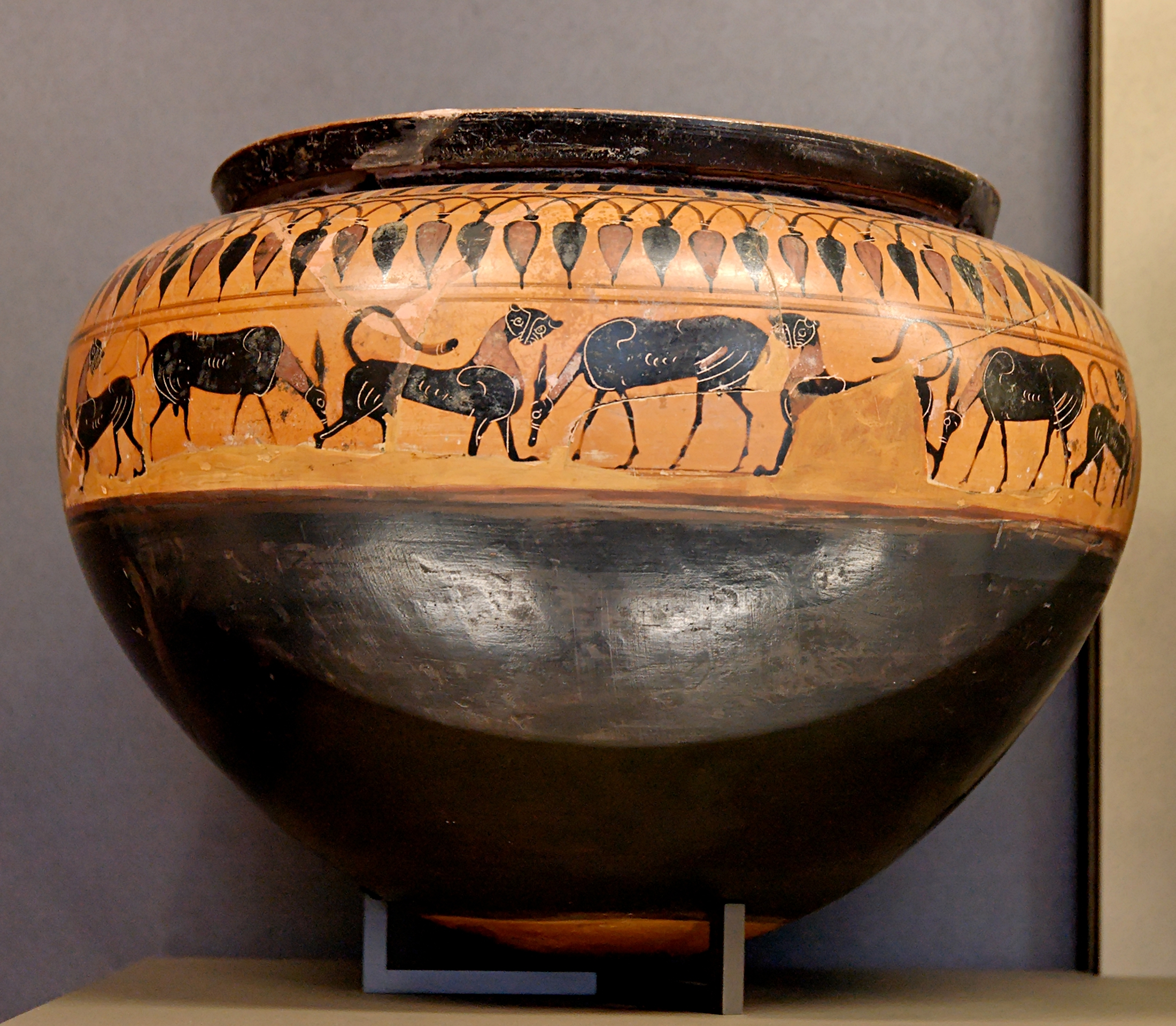
Dinos decorat amb lleons i gaseles. Museu del Louvre.

El dinos (del grec δῖνος ‘gir, remolí’, plural δῖνοι) és un atuell d'aspecte globular semblant a un calder sense anses i el fons convex del qual se subjectava amb un suport vertical o petit pedestal.
De moda durant l'època arcaica, va caure en desús pel fet que la major part de la superfície no era apta per a la decoració figurativa, tot i que es va continuar fabricant almenys fins a finals del IV ae. El seu auge es donà entre els segles VII i VI ae.
Per la seua forma i ús ritual en les cerimònies matrimonials, s'associa al lebes i la seua varietat, el lebes gàmic.